# Brassard
Pour les articles homonymes, voir Brassard (homonymie).
Pour l’article ayant un titre homophone, voir Brassart.

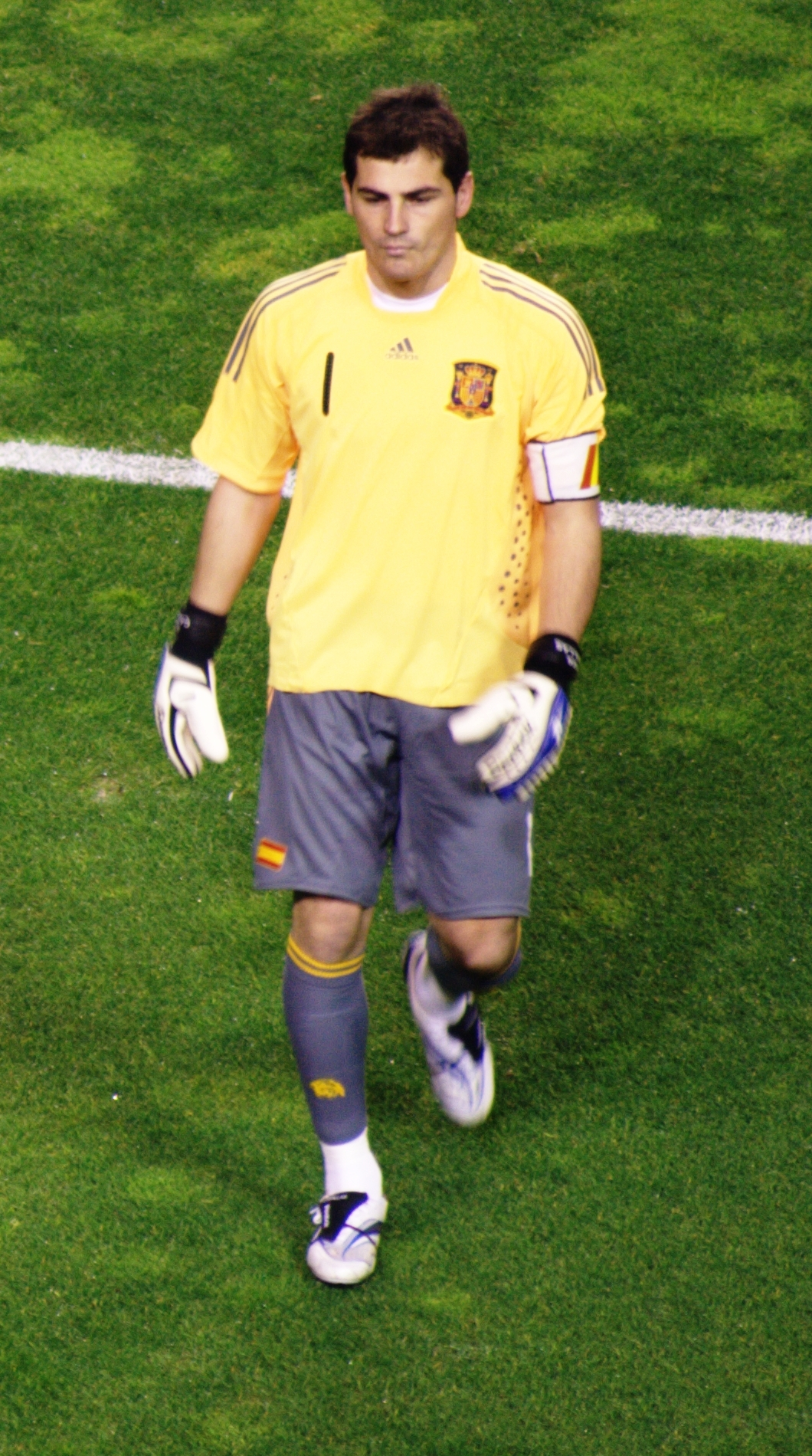
Iker Casillas portant un brassard de capitaine.

Un brassard est un morceau de tissu porté autour du bras par-dessus la manche pour montrer que l'individu qui le porte appartient à un groupe, a une certaine place ou rôle, ou autre état ou condition particuliers. Il est d'ordinaire porté sur le bras gauche.
Les brassards fabriqués en plastique servent également de bouée pour les petits enfants qui vont à la piscine. Cette bouée, très peu encombrante, permet à l'enfant de patauger avec ses pieds sans couler au fond de l'eau. Ils sont très simples à utiliser. Il suffit de souffler dans la valve de gonflage pour que le brassard se remplisse d'air. Ensuite on écarte ses deux parois afin de pouvoir passer le bras de l'enfant au milieu. Il en existe aussi faits pour les adultes ne sachant pas ou ayant des difficultés à nager.

## Brassard de police / gendarmerie en France

Brassard de police français avec le numéro RIO.

La création du brassard de police est la conséquence d'un drame survenu en opération de police le 23 juillet 1975 à Charenton-le-Pont. Sur le point d'interpeller plusieurs membres d'une même association de malfaiteurs au terme d'un braquage sanglant, des policiers en civil de la 4e brigade territoriale et de la brigade de recherche et d'intervention, alors déconcertés, se tirent les uns sur les autres. L'inspecteur de police Jacques Pottier, 26 ans, est tué, ce qui provoque à la fois l'ire et la consternation au sein des services sur fond de guerre des polices.
À la suite d'un entretien avec le directeur de la police nationale Louis Verger, le préfet de police Jean Paolini et les syndicats de police, le ministre de l'intérieur Michel Poniatowski prend la décision de créer un brassard de police afin que les policiers soient « reconnus de leurs collègues et des citoyens ». Dès le 11 août 1975, des brassards de couleur orange et fluorescents avec mention « POLICE » sont distribués aux brigades centrales et territoriales ayant l'habitude de travailler en civil. Depuis 2015, ces brassards portent également le numéro RIO des agents qui les portent.

## Deuil
Dans certaines cultures, le port d'un brassard noir signifie que l'individu qui le porte est en deuil d'un membre de famille, d'un proche ou d'un camarade récemment décédé. Au football, une équipe peut porter un brassard noir lors d'un match suivant le décès d'un joueur ou un entraîneur ; la commémoration peut également inclure une minute de silence avant le début du match.

## Autre
Certains uniformes nazis comportaient un brassard rouge marqué d’une croix gammée, par exemple les uniformes bruns des SA.
Au football, on utilise aussi le brassard pour désigner le capitaine d'équipe.